# Filmografia de Macaulay Culkin

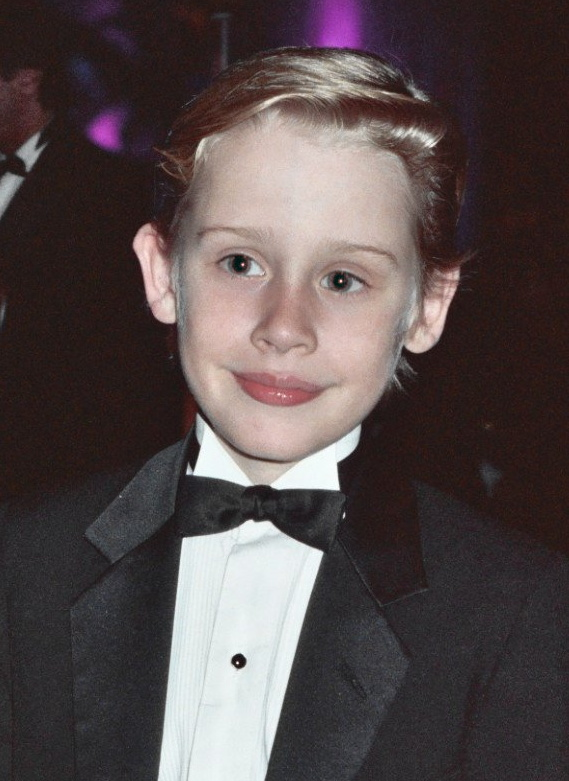
Macaulay Culkin em 1991.

O ator norte-americano Macaulay Culkin chegou à fama com seu papel principal de Kevin McCallister no filme de Natal Home Alone (1990) e Home Alone 2: Lost in New York (1992) dirigido por John Hughes, no qual ele se reuniu com Uncle Buck e e Uncle Buck co-estrela John Candy, que desempenhou o papel de Polka membro da banda Gus Polinski. Ele foi indicado ao Globo de Ouro e ganhou um American Comedy Award e um Young Artist Award por seu papel como Kevin McCallister. Em 1991, Culkin estrelou uma série de televisão animada de sábado de manhã intitulada Wish Kid, exibida no Saturday Night Livee e estrelou o videoclipe de Michael Jackson "Black or White". Ele estrelou como Thomas J. Sennett no filme My Girl (1991), pelo qual foi indicado para Melhor Duo na Tela e ganhou o Melhor Beijo no MTV Movie Awards, com Anna Chlumsky. 
Junto com a série Home Alone, Culkin também estrelou os filmes My Girl (1991), The Good Son (1993), The Nutcracker (1993), Getting Even With Dad (1994), The Pagemaster (1994) e Richie Rich (1994). ) Ele foi indicado ao Kids 'Choice Awards, MTV Movie Awards e Young Artist Awards. No auge de sua fama, ele era considerado o ator infantil de maior sucesso desde Shirley Temple. Culkin ficou em segundo lugar na lista do VH1 das "100 Maiores Estrelas do Esporte" e E!lista de "50 Maiores Estrelas da Criança" [1].
Culkin estrelou Sex and Breakfast, uma comédia sombria escrita e dirigida por Miles Brandman [15]. Alexis Dziena, Kuno Becker e Eliza Dushku também estrelam a história de um casal cujo terapeuta recomenda que se envolvam em sexo em grupo. O filme estreou em Los Angeles em 30 de novembro de 2007 e foi lançado em DVD em 22 de janeiro de 2008 pela First Look Pictures. O próximo projeto de Culkin era um papel nos treze episódio NBC, Kings como Andrew Cross [16].

## Cinema
| Ano  | Título                         | Papel                                   |
| ---- | ------------------------------ | --------------------------------------- |
| 1988 | Rocket Gibraltar               | Cy Blue Black                           |
| 1989 | See You in the Morning         | Billy Livingstone                       |
| 1989 | Uncle Buck                     | Miles Russell                           |
| 1990 | Jacob's Ladder                 | Gabe                                    |
| 1990 | Home Alone                     | Kevin                                   |
| 1991 | Only the Lonely                | Billy Muldoon                           |
| 1991 | My Girl                        | Thomas J. Sennett                       |
| 1992 | Home Alone 2: Lost in New York | Kevin                                   |
| 1993 | The Good Son                   | Henry                                   |
| 1993 | The Nutcracker                 | Quebra-Nozes / Sobrinho de Drosselmeier |
| 1994 | Getting Even with Dad          | Timmy                                   |
| 1994 | The Pagemaster                 | Richard Tyler                           |
| 1994 | Richie Rich                    | Riquinho                                |
| 2003 | Party Monster                  | Michael                                 |
| 2004 | Saved!                         | Roland                                  |
| 2007 | Sex and Breakfast              | James                                   |
| 2016 | Adam Green's Aladdin           | Ralph                                   |
| 2019 | Changeland                     | Ian                                     |
| 2022 | Entergalactic                  | Downtown Pat                            |

## Televisão
| Ano       | Título                                                        | Papel                       | Notas                                             |
| --------- | ------------------------------------------------------------- | --------------------------- | ------------------------------------------------- |
| 1985      | The Midnight Hour                                             | Criança do dia das bruxas   | Telefilme                                         |
| 1988      | The Equalizer                                                 | Paul Gephardt               | Episódio: "Something Green"                       |
| 1991      | Wish Kid                                                      | Nick McClary                | 13 episódios                                      |
| 1994      | Frasier                                                       | Elliot                      | Episódio: "Seat of Power"                         |
| 2003      | Will & Grace                                                  | Jason 'J.T' Towne           | Episódio: "May Divorce Be with You"               |
| 2004      | Foster Hall                                                   | Clark Hall                  | Telefilme                                         |
| 2005–2010 | Robot Chicken                                                 | Vários                      | 6 episódios                                       |
| 2009      | Kings                                                         | Andrew Cross                | 5 episódios                                       |
| 2015–2016 | The Jim Gaffigan Show                                         | Ele mesmo                   | 8 episódios                                       |
| 2015–2017 | :DRYVRS                                                       | Kevin McCallister / Hero    | 3 episódios                                       |
| 2018      | Half in the Bag                                               | Tim                         | Episódio: "154: Halloween 2018"                   |
| 2018      | The Angry Video Game Nerd                                     | Garoto da pizza / Ele mesmo | Episódio: "Home Alone Games with Macaulay Culkin" |
| 2019      | The Edge and Christian Show That Totally Reeks of Awesomeness | Culk Hogan                  | Episódio: "Sitcom Powerbomb"                      |
| 2019      | Dollface                                                      | Dan Hackett                 | Episódio: "History Buff"                          |
| 2021      | American Horror Story: Double Feature                         | Mickey                      | 6 episódios                                       |
| 2022      | The Righteous Gemstones                                       | Harom Freeman               | 2 episódios                                       |
| 2022      | The Paloni Show! Halloween Special!                           | Schmee-mo                   | Telefilme                                         |
| 2024-2025 | The Second Best Hospital in the Galaxy                        | Irmão do Dr. Plowp          | 2 episódios                                       |
| 2025      | Running Point                                                 | Fã irritado                 | Episódio: "The Playoffs"                          |
| 2025      | Fallout                                                       |                             |                                                   |